# Valle Mohawk
La valle Mohawk è una valle situata negli Stati Uniti, tra il nord dello stato di New York e il Québec. Nella valle scorre l'omonimo fiume il quale prende il nome dal celebre popolo di nativi dei Mohawk. La valle è situata tra i Monti Adirondack e i  Monti Catskill. Con il Censimento degli Stati Uniti d'America del 2010, le località principali del territorio comprendono una popolazione complessiva di 622.133 abitanti. La valle oltre al fiume Mohawk, contiene porzioni di altri grandi bacini d'acqua come il fiume Susquehanna.
La regione è un'area rurale e suburbana che circonda le città di Schenectady, Utica e Rome e altri piccoli centri commerciali. La superficie della valle, corrispondente a 18,088 km², è un importante centro agricolo, la quale comprende molte aree naturali boschive verso nord, tra cui il Adirondack Park.